# Weißbuch

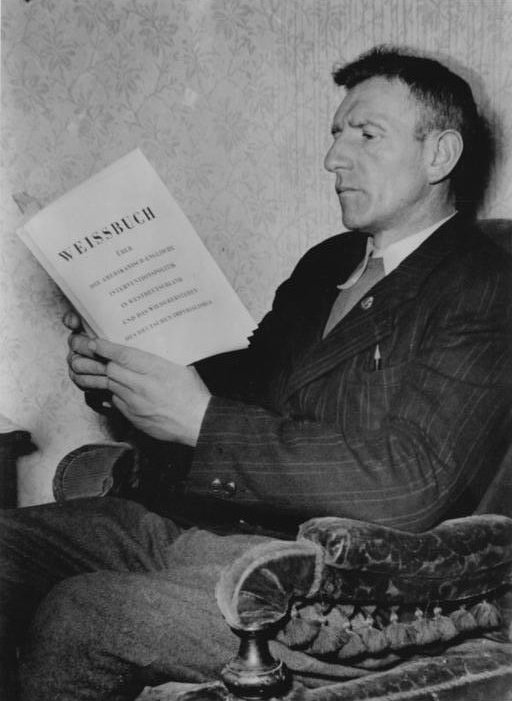
Ein Neubauer in der DDR liest zur politischen Lektüre das Weißbuch über die amerikanisch-englische Interventionspolitik in Westdeutschland und das Wiedererstehen des deutschen Imperialismus (1952)

Ein Weißbuch ist eine Sammlung mit Vorschlägen zum Vorgehen in einem bestimmten Bereich.

## Historische Bedeutung
Das Weißbuch im ursprünglichen Sinn ist eines der internationalen politischen Bunt- oder Farbbücher. Darunter versteht man Dokumentensammlungen, welche die Regierung eines Staates veröffentlicht, um Orientierung über politische Fragen zu geben. Oft dient ein Weißbuch der Rechtfertigung des eigenen politischen Handelns, insbesondere der Außenpolitik. Es wird in regelmäßigen Abständen veröffentlicht, etwa jährlich, ähnlich einem Almanach.
Der Begriff wurde (in Anlehnung an die englischen Blaubücher) zum ersten Mal 1879 vom Reichstagsabgeordneten Schorlemer-Alst anlässlich der Aktensammlung zum Freundschaftsvertrag zwischen dem Reich und den Samoa-Inseln vom 22. Mai 1879 verwendet und danach allgemein benutzt.
Die Veröffentlichung solcher diplomatischer Akten erfolgt nach einer bis ins Mittelalter zurückreichenden Tradition in den verschiedenen Ländern in Büchern mit Umschlägen in bestimmten Farben: im Vereinigten Königreich sind sie blau, in Italien grün, in Frankreich gelb, in Deutschland weiß, in den USA und in Österreich rot, in Japan grau sowie in Russland (bis 1917) und in den Niederlanden orange.

## Beispiele aus Deutschland

### Weißbuch zum Ausbruch des Ersten Weltkriegs
Am 3. August 1914 veröffentlichte die deutsche Reichsregierung ein Weißbuch zum Ausbruch des Weltkriegs. Es sollte mit zahlreichen Dokumenten die Unschuld des Deutschen Reiches am Kriegsausbruch beweisen. Dieses Weißbuch war stark propagandistisch gefärbt. Gemäß einem späteren Gutachten von Hermann Kantorowicz basierte es zum großen Teil auf gefälschten Dokumenten, siehe Gutachten zur Kriegsschuldfrage.

### Weißbuch zum angeblichen Röhm-Putsch
1934 gab die damals bereits illegale KPD nach dem nationalsozialistischen Massaker wegen des angeblichen Röhm-Putsches ein „Weißbuch über die Erschießungen des 30. Juni“ im Pariser Verlag von Willi Münzenberg heraus. Ein Abdruck von ihm erschien im ebenfalls von Münzenberg verfassten „Blaubuch“, das eine Denkschrift oppositioneller Kreise an Reichspräsident von Hindenburg zu Gunsten eines präsidialen Direktoriums enthielt.

### Weißbuch über den Generalkriegsvertrag
1952 gab das Amt für Information der Deutschen Demokratischen Republik ein Weißbuch über den von ihm so genannten Generalkriegsvertrag heraus, in dem Ziele und Folgen der Unterzeichnung des Deutschlandvertrages und der Pariser Verträge erörtert wurden.

### Weißbuch der Bundeswehr
Das Weißbuch der Bundeswehr ist ein jeweils durch das Bundesministerium der Verteidigung erarbeitetes und durch die Bundesregierung verabschiedetes Grundlagendokument, das die sicherheitspolitische Lage der Bundesrepublik Deutschland und der Verbündeten für die kommenden Jahre aus Sicht der Regierung darstellt und als Leitfaden für sicherheitspolitische Entscheidungen und Handlungen in Deutschland dienen soll.

## Weißbücher der EU
Die von der Europäischen Kommission veröffentlichten Weißbücher enthalten Vorschläge für ein gemeinschaftliches Vorgehen in einem bestimmten Bereich. Sie knüpfen zum Teil an Grünbücher an, die einen Konsultationsprozess auf europäischer Ebene in Gang setzen. 
Beispiele sind die Weißbücher zur Vollendung des Binnenmarktes, zu Wachstum, Wettbewerbsfähigkeit und Beschäftigung sowie zur Angleichung der binnenmarktrelevanten Rechtsvorschriften der assoziierten Staaten Mittel- und Ost-Europas. Um die Bürgerferne zu überwinden, entstand 2006 auch ein Weißbuch zur EU-Öffentlichkeitsarbeit. Am 1. März 2017 erschien das Weißbuch der EU-Kommission zur Zukunft der EU Wege zur Wahrung der Einheit in der EU27.
Wird ein Weißbuch vom Ministerrat positiv aufgenommen, kann aus ihm ein Aktionsprogramm der Union für den betreffenden Bereich entstehen.

## Beispiele aus der Schweiz
In der Schweiz werden von zivilgesellschaftlichen Akteuren in größeren Abständen Weißbücher zur wirtschaftspolitischen Ausrichtung publiziert, die landesweite Beachtung finden:
- 1991: Schweizerische Wirtschaftspolitik im internationalen Wettbewerb: Eine ordnungspolitische Analyse.
- 1995: Mut zum Aufbruch.
- 2004: Weissbuch 2004.
- 2018: Weissbuch Schweiz.

## Beispiele aus dem Vereinigten Königreich
Das Weißbuch von 1939 war eine von der britischen Regierung verfolgte Politik, die die Idee einer Teilung des britischen Völkerbundsmandat für Palästina zugunsten einer gemeinsamen jüdisch-arabischen Selbstregierung aufgab. Das Weißbuch von 1939 trägt seinen Namen in Abgrenzung zum Weißbuch von 1922, dem sogenannten „Churchill-Weißbuch“, und dem Weißbuch von 1930, dem „Passfield-Weißbuch“.

## Weißbücher über die Unabhängigkeit
Verschiedene nach Unabhängigkeit strebende Regionen in Europa haben Weißbücher publiziert, um Chancen, Risiken, Vor- und Nachteile sowie mögliche Schritte und Strategien aufzuzeigen. So gibt es zum Beispiel ein Weißbuch zur Unabhängigkeit Schottlands mit dem Titel „Scotland’s future“, das von Katalonien trägt den Titel „The national transition of catalonia“.

## „White Papers“ in der Informationstechnik
Als White Papers (Englisch für Weißbuch) werden Überblicke über Leistungen, Standards und Technik zu IT-Themen bezeichnet. Hierbei handelt es sich um eine eigene Gattung von Schriften, die nichts mit offiziellen Weißbüchern zu tun haben, sondern vorwiegend für Zwecke von Public Relations oder Marketing verwendet werden.